# Hukvaldy
Hukvaldy (niem. Hochwald) – wieś gminna i gmina, w powiecie Frydek-Mistek, w kraju morawsko-śląskim, w Czechach. Położona jest na Pogórzu Morawsko-Śląskim, nad potokiem Ondřejnice, na Morawach, w geograficznym centrum tzw. Laska. W przeszłości była to znacząca miejscowość za sprawą miejscowego zamku będącego centrum administracyjnym biskupiego latyfundium zwanego państwem hukwaldzkim. W 1760 zarząd państwa przeniesiono z zamku do wsi, do nowo wybudowanego pałacyku (tzw. "nowego zamku").

## Podział administracyjny gminy
- Hukvaldy
- Dolní Sklenov
- Horní Sklenov,
- Rychaltice

## Historia
Pierwsze wzmianki pochodzą z lat 1228-1240 i związane są z Arnoldem z Hückeswagen, który uzyskał rozległe tutejsze okolice w lenno od króla czeskiego Przemysła Ottokara I za służbę dyplomatyczną w Anglii. Arnold w swym majątku założył najpierw zamek w Starym Jiczynie. Po nim majątek odziedziczyły syn Franko, który pomiędzy 1252 a 1258 swe włości sprzedał biskupowi ołomunieckiemu Brunowi ze Schauenburku, który południowo-zachodnią część zyskanej ziemi przydzielił z powrotem Frankowi. Franko (już jako lennik biskupów) najpierw przeniósł swą siedzibę do Příboru a następnie rozpoczął budowę zamku Hukwaldy (Huckeswalde), jednego z największych na Morawach. W latach 70. XIII wieku lenno przejęli Jindřich i Blud w 1285 piszący się "z Hukwald" co świadczy o tym, iż gród ten już służył jako centrum lenna, nazwanego państwem hukwaldzkim. Obecna wieś rozwinęła się jako jego podgrodzie. W 1760 zarząd państwa hukwaldzkiego przeniesiono do nowo wybudowanego pałacyku. Dwa lata później zamek spłonął od uderzenia piorunu i opustoszał.
W okresie po II wojnie światowej siedziba gminy była częstokroć przenoszona pomiędzy Hukvaldami a Sklenovem.

## Leoš Janáček
W 1854 w Hukvaldach urodził się kompozytor Leoš Janáček. Do dzisiaj znajduje się tutaj jego dom rodzinny (dawna szkoła, przekształcona obecnie w centrum informacyjne i galerię). Dla jego upamiętnienia powstała też ścieżka dydaktyczna Janáčkův chodníček, biegnąca m.in. obok pomnika lisicy, bohaterki opery Příhody lišky Bystroušky. We wsi stoi także muzeum kompozytora (dom, który jego rodzina kupiła w 1905), a co roku odbywa się festiwal jego imienia (Hudební festival Janáčkovy Hukvaldy).

## Zabytki
- ruiny zamku Hukwaldy;
  - kaplica św. Andrzeja w Hukvaldy;
- park (Hukvaldská obora) wokół zamku, założony w XVI w., przez który prowadzi ścieżka dydaktyczna Hradní vrch;
- kościół św. Maksymiliana z lat 1760-1769, barokowy; w jego pobliżu barokowe figury z XVIII w. przedstawiające św. Jana Nepomucena i św. Floriana;
- tzw. "nowy" zamek - barokowy, z 1760 r.; w jego zabudowaniach gospodarczych muzeum powozów;
- budynek dawnego browaru z 1570 r., renesansowy;
- kilka ostatnich zachowanych chałup z XIX w.;
- niewielka rotunda w Dolnym Sklenowie.

## Galeria

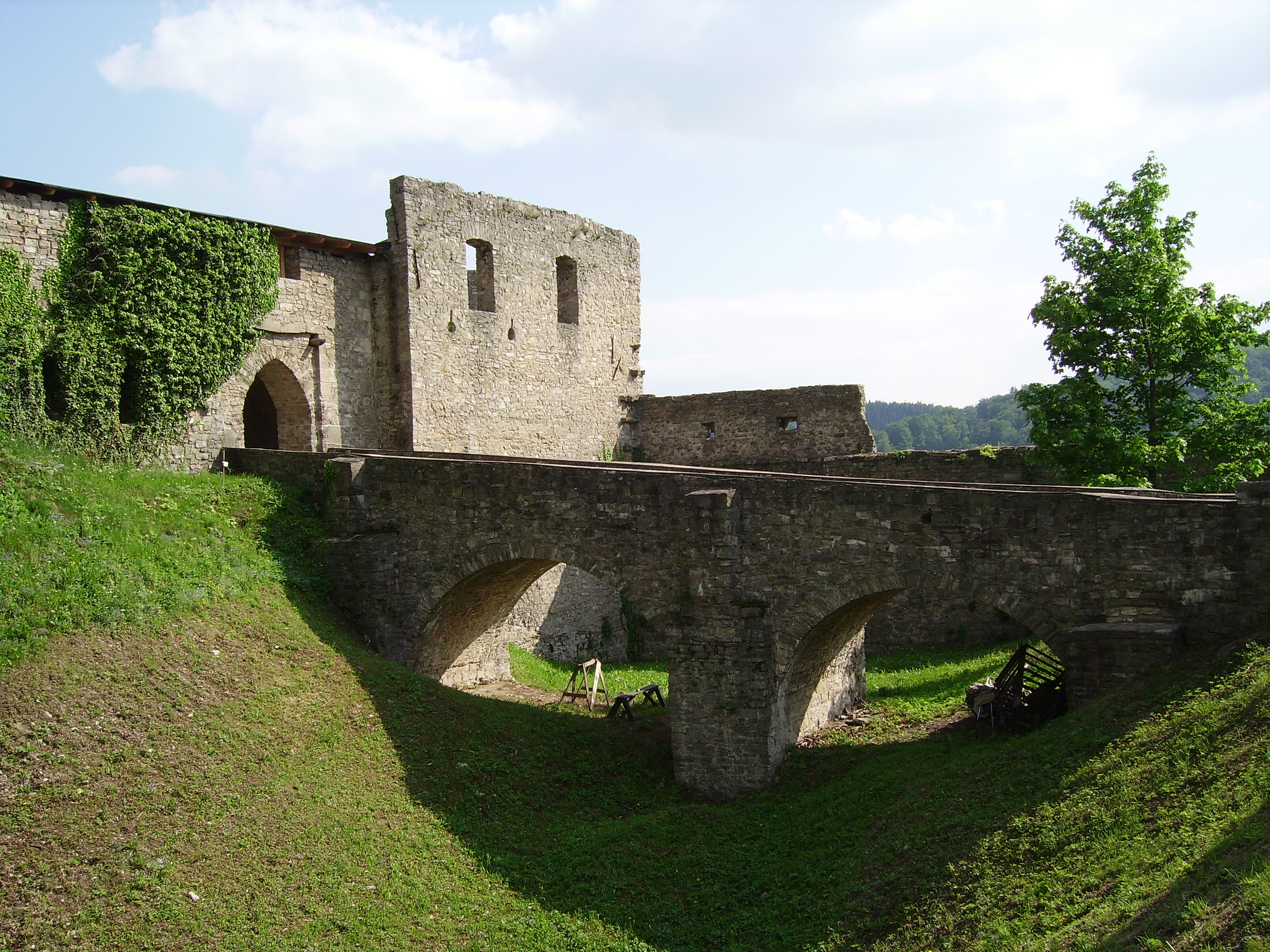
Zamek Hukwaldy
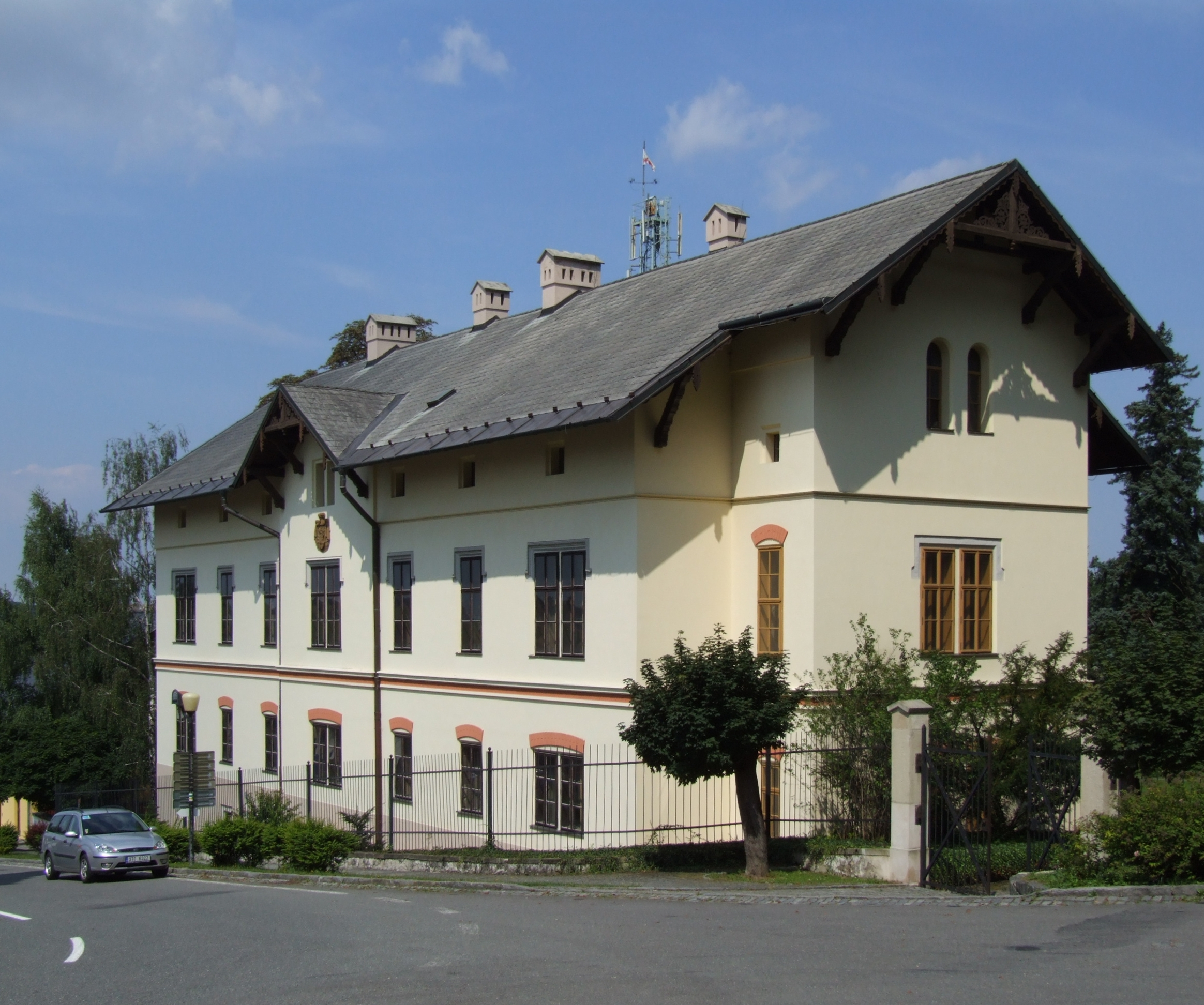
Pałacyk arcybiskupi
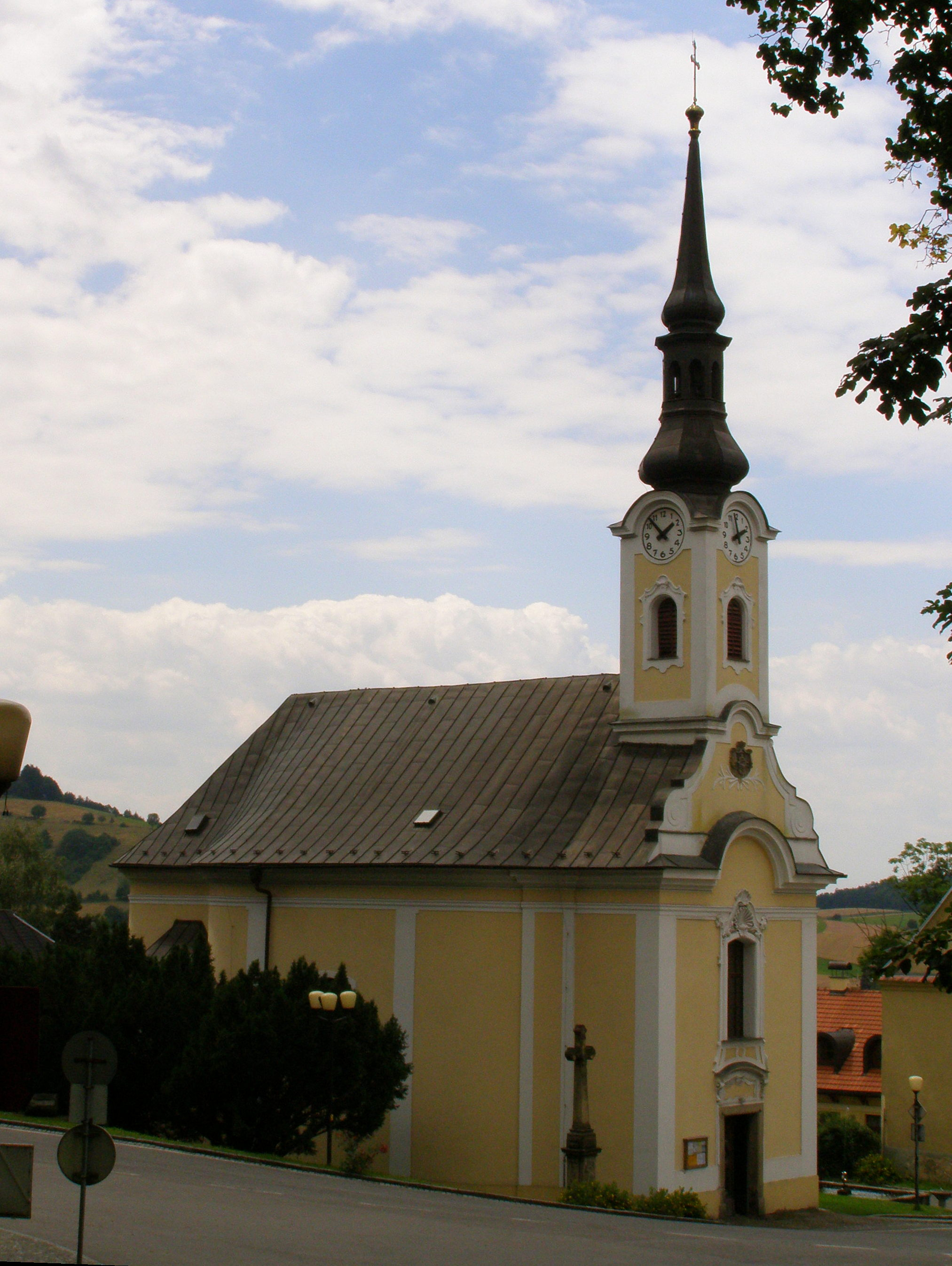
Kościół św. Maksymiliana
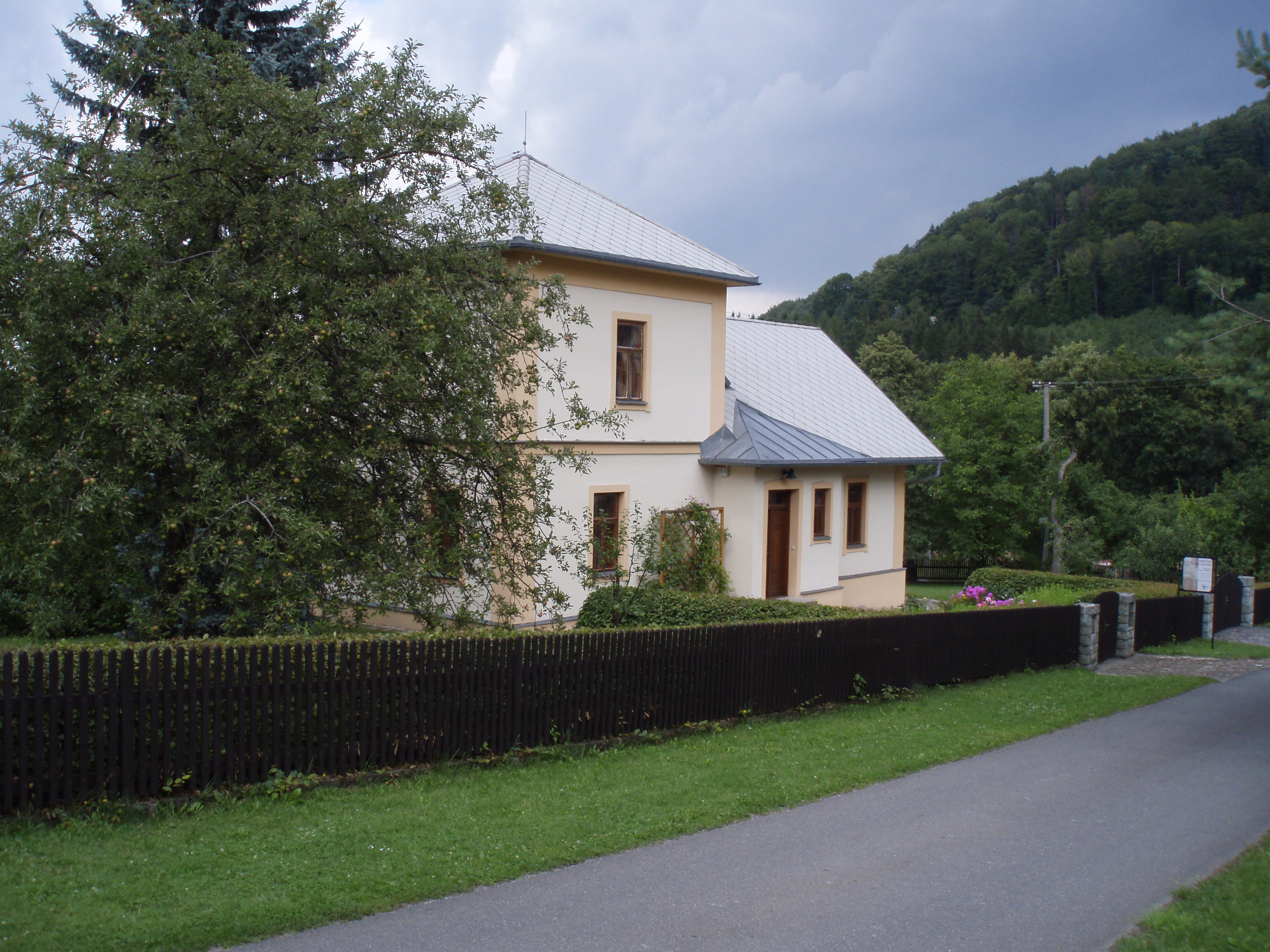
Dom Leoša Janáčka
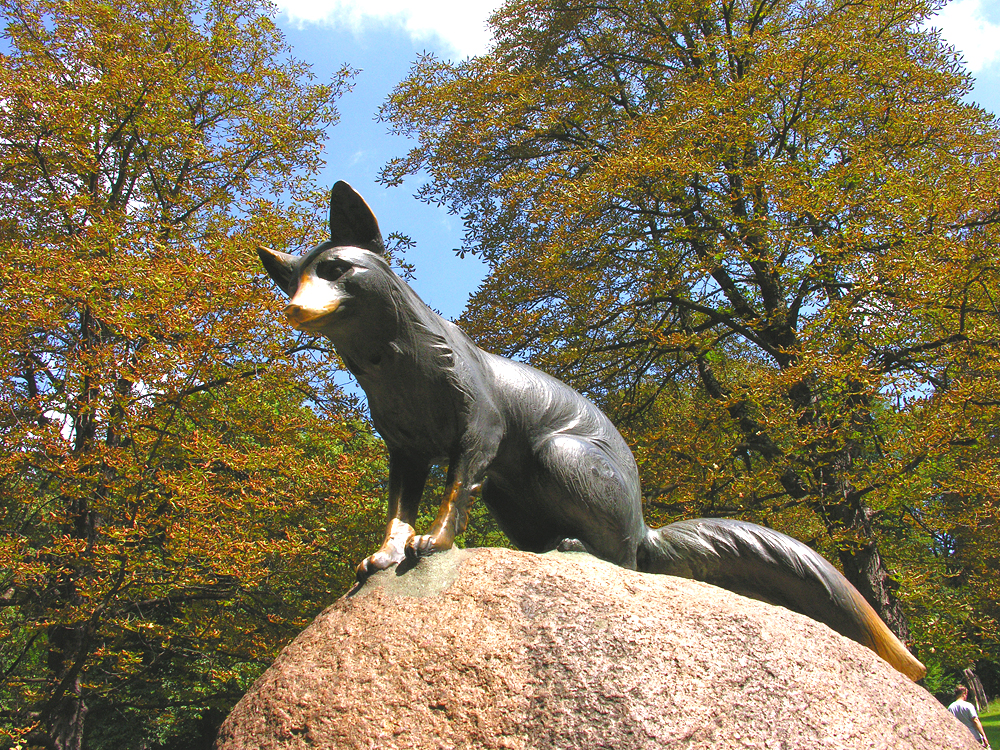
Pomnik lisiczki w parku